# Erythrodiplax juliana
Erythrodiplax juliana là loài chuồn chuồn trong họ Libellulidae. Loài này được Ris mô tả khoa học đầu tiên năm 1911.

## Hình ảnh

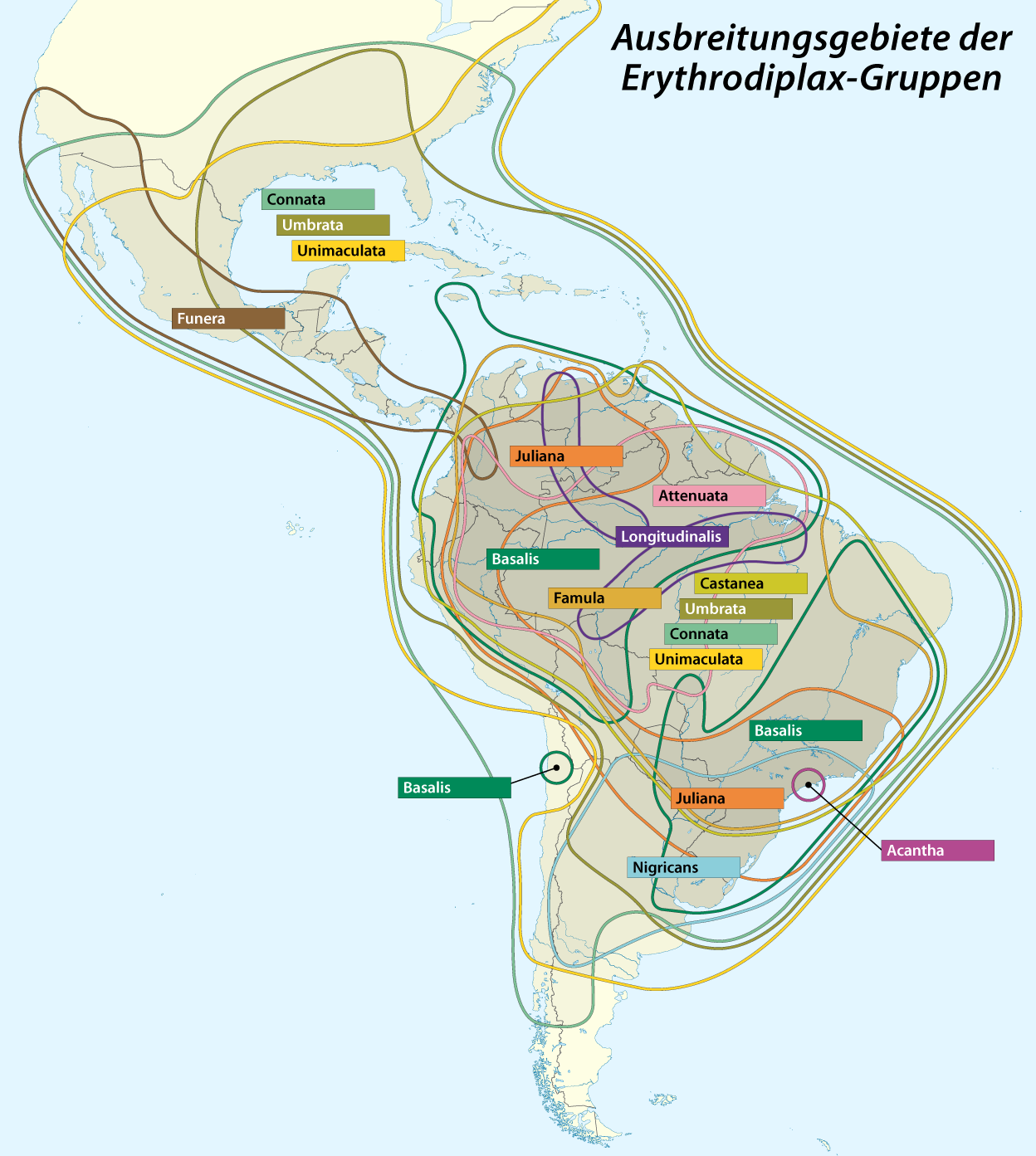